# Bo van de Graaf
Bo van de Graaf (* 27. Dezember 1957 in Nijmegen) ist ein niederländischer Jazzmusiker (Altsaxophon, Piano, Sopran- und Tenorsaxophon, Arrangement, Komposition).

## Leben und Wirken
Van de Graaf erhielt ab dem zehnten Lebensjahr Klavierunterricht. Mit 18 Jahren wechselte er zum Saxophon, auf dem ihn John Coltrane, Archie Shepp und Gato Barbieri inspirierten. Er besuchte Workshops bei Niko Langenhuijsen und spielt im Orchester De Boventoon von Herman de Wit und Willem van Manen. In Nijmegen leitete er das Improvisationsensemble Morpheus White Music und engagierte sich in der Nijmeegse Werkgroep Improvisatie Muziek (WIM), die vor allem Konzerte organisierte. Mit der Gruppe Neptet veröffentlichte er 1981 die LP How Is Life at 4 A.M.?. Im Folgejahr nahm er mit WIM das Album O42 Suite auf, die einer seiner Kompositionen enthält. 1983 holte Bassist Ed de Vos ihn in sein Prisma Orkest, wo er bis 1986 blieb.
1985 gründete van de Graaf das Septett I Compani, das mit eigenen Adaptionen der Filmmusik von Nino Rota bekannt wurde; diese wurden für das Label BVHaast eingespielt. Es folgen weitere Projekte wie Dirty Minutes (1993), Gluteus Maximus (1997l), Zomerdaken (1999), Aïda (2000), De Liefde, Natuurlijk (2006), Circusism (2007), Last Tango In Paris (2008) oder Mangiare! (2010).
Weiterhin spielte er 1986 in der ersten Ausgabe der Bik Bent Braam von Michiel Braam, den er 1988 ebenso wie Schlagzeuger Fred van Duynhoven in sein Bo’s Art Trio holte, das immer wieder aktiv wurde. 1988 holte ihn Posaunist Chris Abelen in sein Sextett. Auch gehörte er zum Ensemble von Bernard Hunnekink. 1995 gründete er The Big Swifty und bald darauf Het Orkest van Count Bosie, mit denen er Kompositionen von unter anderem Frank Zappa und Astor Piazzolla interpretierte. Auch führte er ein Konzert für 750 Fahrradklingeln und Konzerte für Plastikabfall auf.

## Diskographische Hinweise
- I Compani Plays Rota (1990, mit Wim Westerveld, Vera Vingerhoeds, Paul Vlieks, Wouter van Bemmel, Jeroen Doomernik, Joost Buijs,  Frank van Merwijk, Eugene Flören, Jeroen Goldsteen, Carel van Rijn, Fred van Duijnhoven)
- Package Deal (rec. 1988–2001, ed. 2003; mit I Compani, Corrie van Binsbergen, Michiel Braam, Frans Vermeerssen und anderen)
- Bo’s Art Trio Jazz Is Free and So Are We! (2008)
- I Compani Garbo (2012, mit Jeroen Doomernik, Hans Sparla, Aili Deiwiks, Saskia Meijs, Jacqueline Hamelink, Florien Hamer, Michel Mulder, Christoph MacCarty, Arjen Gorter, Marko Bonarius, Rob Verdurmen, André Groen, Simin Tander)